# Gustav Häser

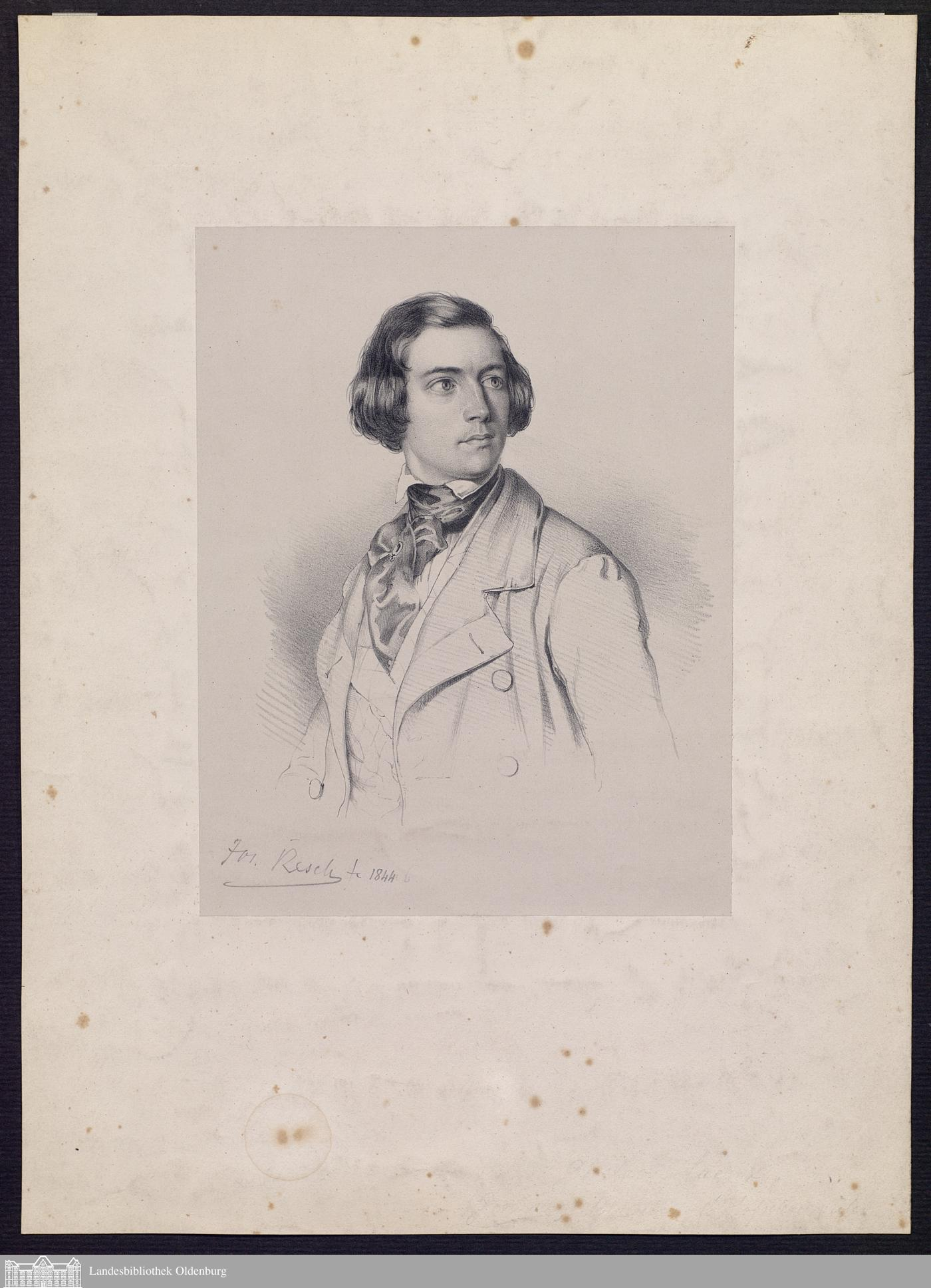
Gustav Häser (1814–1861)

Gustav Häser (12. Juni 1814 in Lemgo – 1. März 1861) war ein deutscher Theaterschauspieler und Opernsänger (Tenor).

## Leben
Häser, Sohn des als Kirchenkomponisten bekannten Weimarer Chordirektors und Opernsängers August Ferdinand Häser (1779–1844), begann seine Theaterkarriere ebenda. Sein nächstes Engagement war Detmold. 1839 erhielt er einen Ruf an das Hoftheater in Oldenburg und diesem Theater gehörte er, eine vorübergehende Tätigkeit in Weimar abgerechnet, bis zu seinem Tode 1861 an.
Er fand dort die vollste Anerkennung, sowohl bei dem kunstsinnigen Hof als auch bei seinen intelligenten Chefs, wie nicht minder beim gebildeten Publikum. Sein reiches Talent fand bei allen ungeteilte Würdigung. Seine vortrefflichen Leistungen wurden auch zu einer Zeit noch beifälligst aufgenommen, als man bereits eine Abnahme der physischen Kräfte Häsers erkennen musste. Seine letzten Rollen waren „Hamlet“, „Leontes“, „Leicester“, „Tasso“, „Graf Waldemar“ und „Prinz Heinrich“.
Sein Großvater war der Violinist und Musikdirektor Johann Georg Häser, sein Onkel der Komponist Christian Wilhelm Häser (1781–1867), seine Tante die Sängerin Charlotte Henriette Häser (1784–1871) und die Opernsängerin Mathilde Häser (1815–1885) war seine Schwester.
Gustav Häser hinterließ eine Frau und zwei Kinder.